# Lophiomys imhausi
O rato-de-crista-africano (Lophiomys imhausi) é uma espécie de roedor da família Muridae.  É a única espécie descrita para o gênero Lophiomys.
Pode ser encontrada numa área fragmentada do leste da África, incluindo Sudão, Eritréia, Etiópia, Djibouti, Somália, Quênia, Uganda e Tanzânia.
Tem normalmente o tamanho de um coelho.
O rato-de-crista-africano é o único mamífero conhecido por juntar no seu corpo veneno de plantas como forma de defesa química. Na prática reveste-se de toxinas letais de origem vegetal para se defender de eventuais predadores. Reúnem toxinas de árvores (Acokanthera schimperi), que são conhecidas como “árvores-da-morte” e cujo veneno tem sido utilizado pelo homem para a caça com flechas. O rato-de-crista-africano mastiga a casca da Acokanthera e depois lambem as toxinas no pêlo da crista.